# Alma Basket Patti 2020-2021
L'Alma Basket Patti nel 2020-2021 ha disputato il campionato di Serie A2 e i play-off.

## Verdetti stagionali
- Serie A2: (30 partite)

stagione regolare: 5º posto su 14 squadre (16-10);
play-off: eliminata in semifinale da Faenza (2-2).

## Roster
| Alma Basket Patti | Alma Basket Patti |
| Giocatrici        | Staff tecnico     |
| ----------------- | ----------------- |

| 0  | Argentina (bandiera) |    | Victoria Llorente  | 1996 |        |  |  |
| 5  | Italia (bandiera)    |    | Claudia Coppolino  | 2002 | 162 cm |  |  |
| 6  | Bulgaria (bandiera)  | G  | Katrin Stoičkova   | 1999 | 177 cm |  |  |
| 7  | Italia (bandiera)    | G  | Virginia Galbiati  | 1992 | 173 cm |  |  |
| 8  | Italia (bandiera)    | G  | Giulia Merrina     | 2002 | 170 cm |  |  |
| 9  | Italia (bandiera)    | P  | Rosa Cupido        | 1992 | 171 cm |  |  |
| 10 | Italia (bandiera)    | A  | Rosaria Sciammetta | 2002 | 175 cm |  |  |
| 11 | Italia (bandiera)    | A  | Marema Soda Diouf  | 2001 | 181 cm |  |  |
| 13 | Italia (bandiera)    | A  | Marta Verona       | 1994 | 178 cm |  |  |
| 14 | Argentina (bandiera) | AC | Mariana Kramer (C) | 1977 | 182 cm |  |  |
| 16 | Italia (bandiera)    | A  | Rossana Boccalato  | 1999 | 181 cm |  |  |
| 17 | Italia (bandiera)    | C  | Giorgia Manfrè     | 1992 | 184 cm |  |  |
| 18 | Italia (bandiera)    | G  | Angelica Bardarè   | 2005 | 174 cm |  |  |
| 18 | Italia (bandiera)    | A  | Alice Caliò        | 2003 | 181 cm |  |  |

| Allenatore                                                                 |
| - Mara Buzzanca                                                            |
| Assistente/i                                                               |
| - Laura Perseu Legenda - (C) Capitano Roster Aggiornato al: 30 giugno 2021 |

## Statistiche

### Giocatrici
Campionato (stagione regolare e play-off)
| Giocatrice           | Partite | PG | Minuti | Punti | Tiri da due | Tiri da due | Tiri da due | Tiri da tre | Tiri da tre | Tiri da tre | Tiri liberi | Tiri liberi | Tiri liberi | Rimbalzi | Rimbalzi | Rimbalzi | Palle | Palle | Stoppate | Stoppate | Assist | Falli | Falli | Val. |
| Giocatrice           | Partite | PG | Minuti | Punti | R           | T           | %           | R           | T           | %           | R           | T           | %           | D        | O        | T        | P     | R     | S        | D        | Assist | F     | S     | Val. |
| -------------------- | ------- | -- | ------ | ----- | ----------- | ----------- | ----------- | ----------- | ----------- | ----------- | ----------- | ----------- | ----------- | -------- | -------- | -------- | ----- | ----- | -------- | -------- | ------ | ----- | ----- | ---- |
| Bardaré Angelica     | 2       | 0  |        | 0     |             |             |             |             |             |             |             |             |             |          |          |          |       |       |          |          |        |       |       |      |
| Boccalato Rossana    | 30      | 30 | 496    | 108   | 27          | 48          | 56          | 15          | 55          | 27          | 9           | 15          | 60          | 61       | 55       | 116      | 30    | 23    | 1        | 4        | 23     | 56    | 21    | 141  |
| Caliò Alice          | 4       | 1  | 13     | 5     | 2           | 6           | 33          |             |             |             | 1           | 2           | 50          | 4        | 1        | 5        | 3     |       |          |          | 1      | 1     | 1     | 3    |
| Coppolino Claudia    | 20      | 19 | 264    | 29    | 3           | 13          | 23          | 5           | 20          | 25          | 8           | 10          | 80          | 25       | 5        | 30       | 14    | 11    |          |          | 15     | 34    | 16    | 26   |
| Cupido Rosa          | 30      | 30 | 1033   | 375   | 89          | 217         | 41          | 28          | 92          | 30          | 113         | 132         | 86          | 99       | 28       | 127      | 56    | 72    | 3        | 3        | 105    | 58    | 139   | 493  |
| Diouf Marema Soda    | 25      | 13 | 87     | 6     | 2           | 11          | 18          |             |             |             | 2           | 6           | 33          | 9        | 3        | 12       | 8     | 5     |          |          | 1      | 11    | 4     | -4   |
| Galbiati Virginia    | 30      | 30 | 950    | 541   | 156         | 301         | 52          | 47          | 144         | 33          | 88          | 124         | 71          | 93       | 22       | 115      | 107   | 59    | 3        | 2        | 122    | 67    | 114   | 498  |
| Kramer Mariana Belen | 16      | 15 | 198    | 42    | 12          | 34          | 35          | 1           | 6           | 17          | 15          | 19          | 79          | 26       | 12       | 38       | 12    | 6     | 1        | 1        | 10     | 33    | 15    | 35   |
| Llorente Victoria    | 9       | 9  | 294    | 105   | 42          | 85          | 49          | 0           | 9           | 0           | 21          | 41          | 51          | 62       | 25       | 87       | 19    | 20    | 3        | 2        | 23     | 18    | 45    | 170  |
| Manfre' Giorgia      | 30      | 27 | 638    | 217   | 95          | 185         | 51          | 0           | 3           | 0           | 27          | 40          | 68          | 75       | 17       | 92       | 40    | 16    | 4        | 1        | 29     | 62    | 34    | 177  |
| Merrina Giulia       | 25      | 14 | 165    | 29    | 10          | 31          | 32          | 1           | 5           | 20          | 6           | 17          | 35          | 9        | 8        | 17       | 18    | 8     | 1        |          | 4      | 10    | 13    | 6    |
| Sciammetta Rosaria   | 30      | 20 | 114    | 8     | 2           | 12          | 17          | 1           | 3           | 33          | 1           | 2           | 50          | 13       | 3        | 16       | 10    | 8     |          |          | 5      | 14    | 3     | 3    |
| Stoičkova Katrin     | 30      | 30 | 795    | 243   | 85          | 176         | 48          | 14          | 51          | 27          | 31          | 52          | 60          | 80       | 40       | 120      | 45    | 49    | 2        | 8        | 50     | 78    | 50    | 246  |
| Verona Marta         | 30      | 30 | 953    | 432   | 150         | 275         | 55          | 21          | 47          | 45          | 69          | 91          | 76          | 130      | 68       | 198      | 43    | 31    | 7        |          | 37     | 79    | 83    | 479  |